# Franz Werner (Domkapitular)
Franz Werner (* 21. Oktober 1770 in Mainz; † 16. Februar 1845 ebenda) war ein Mainzer Domkapitular, der vor allem zur Geschichte von  Mainz publizierte.

## Leben
Franz Werner erhielt seine Schulbildung in dem damaligen verbesserten Gymnasium und studierte anschließend an der von Kurfürst Friedrich Karl Joseph von Erthal reformierten Universität Mainz. Er hörte dort bis zum Jahr 1789 öffentliches Recht, Reichsgeschichte und kanonisches Recht. Ende 1789 ging er nach Rom. Hier machte er im deutschen Kollegium seine theologischen Studien, empfing die theologische Doktorwürde und nach seiner Rückkunft vom Kurfürsten Friedrich Karl ein Kanonikat im Kollegialstift St. Stephan in Mainz.
Nach der 1802 erfolgten Aufhebung sämtlicher geistlichen Stifte, wurde er von Bischof Joseph Ludwig Colmar im Oktober des gleichen Jahres zum Geistlichen Rat und nach der 1803 erfolgten Bistumsorganisation zum Domkapitular ernannt. Domdekan Werner trug dazu bei, den in den französischen Revolutionskriegen stark beschädigten Mainzer Dom vor dem Abbruch zu retten und ihn als Bistumsverweser wieder aufzubauen.
Ausgehend vom Werk des Seligenstädter Benediktinerpaters Joseph Fuchs machte er sich um die Mainzer Altertumsforschung verdient.  Sein Hauptwerk ist die Publikation Der Dom von Mainz und seine Denkmäler. Nebst Darstellung der Schicksale der Stadt und Geschichte seiner Erzbischöfe bis zur Translation des erzbischöflichen Sitzes nach Regensburg (Mainz 1827–36, 3 Bände).
Nach dem Tode des Mainzer Bischofs Johann Jakob Humann im Jahr 1834 wurde er zur Wahl als Bischof von Mainz vorgeschlagen, lehnte jedoch zugunsten von Peter Leopold Kaiser ab.
1780 erwarb sein Vater vom Graf York ein Weingut in Hochheim am Main, das heute den Namen Domdechant Werner´sches Weingut trägt.

## Veröffentlichungen
- Über die gerechten Ansprüche der Mainzer Kirche auf das neu zu errichtende rheinische Erzbisthum. Müller, Mainz. 1821 (Sonderabdruck aus der Zeitschrift Der Katholik).
- Die Päbstin Johanna, keine wahre Geschichte, Müller, Mainz 1821 (Sonderabdruck aus der Zeitschrift Der Katholik).
- Der Dom von Mainz und seine Denkmäler. Nebst Darstellung der Schicksale der Stadt und Geschichte seiner Erzbischöfe bis zur Translation des erzbischöflichen Sitzes nach Regensburg. 3 Bände. Mainz 1827–1836.
  - Erster Teil. Müller, Mainz 1827.
  - Zweiter Teil. Müller, Mainz 1830.
  - Dritter Teil. Kirchheim, Schott und Thielmann, Mainz 1836
- Abbildungen der Denkmäler des Doms von Mainz, mit lateinischer, teutscher und französischer Textbegleitung. Müller, Mainz 1. Heft 1829. 2. und 3. Heft. 1830.